# Cajabamba (província)
Cajabamba é uma província do Peru localizada na região de Cajamarca. Sua capital é a cidade de Cajabamba.

## Distritos da província
- Cachachi
- Cajabamba
- Condebamba
- Sitacocha